# فشار فرگشتی
هر علتی که موفقیت تولیدمثلی را در بخشی از جمعیت کاهش یا افزایش دهد، به‌طور بالقوه فشار فرگشتی (تکاملی) (به انگلیسی: Evolutionary pressure)، فشار گزینشی یا فشار انتخابی (selective pressure) را اعمال می‌کند و گزینش طبیعی را هدایت می‌کند. این یک توصیف کمی از میزان تغییرهایی است که در فرآیندهای مورد بررسی توسط زیست‌شناسی فرگشتی رخ می‌دهد، اما مفهوم رسمی اغلب به دیگر حوزه‌های تحقیقاتی تعمیم داده می‌شود.